# Fort IIa w Poznaniu
Fort IIa (Thümen, Kazimierza Więckowskiego) (oryg. Zwischenwerk IIa) – jeden z 18 fortów wchodzących w skład Twierdzy Poznań. Znajduje się na Chartowie przy ulicy Kurlandzkiej. 

## Historia
Zbudowany został w latach 1887–1890, w drugim etapie budowy twierdzy fortowej. Koszt budowy wyniósł ok. 1 mln marek.
Fort otrzymał nazwę Thümen na cześć Heinricha Thümena. W 1931 zmieniono patronów na polskich, Fort IIa otrzymał imię kapitana Kazimierza Więckowskiego.
Przed II wojną światową wojsko przeznaczyło obiekty na cele magazynowe. Podczas okupacji fort służył także jako magazyn.
6 lutego 1945, podczas bitwy o Poznań, oddziały 117 dywizji piechoty wywalczyły wyłom pomiędzy Fortem IIa i Fortem III (współcześnie tereny os. Zodiak). Tereny Chartowa, Rataj i Żegrza zostały zdobyte nocą z 8 na 9 lutego 1945, a załogi fortów ewakuowały się do Fortu Rocha.
Po wojnie, do końca lat 40. XX wieku, obiekt użytkowało Ludowe Wojsko Polskie i oddziały KBW. Następnie, do lat 90. XX wieku, fort służył za magazyn przedsiębiorstwa farmaceutycznego „Cefarm”. W 1997 most zwodzony prowadzący do fortu uległ spaleniu. Od 1998 obiekt jest użytkowany przez PTOP "Salamandra". W forcie odbywają się zbiórki I Szczepu Drużyn Harcerskich i Zuchowych im. Poznańskich Kryptologów Hufca ZHP Poznań-Wilda im. Jana Kasprowicza.
Poprzez wykonanie szeregu prac remontowo-adaptacyjnych fort jest bardzo dobrze zachowany. Ściany poterny głównej są wypiaskowane, a wewnątrz obiektu jest podłączona elektryczność. Fosy są oczyszczone z nadmiaru zieleni, lecz zalane wodą, która przenika do wnętrza obiektu.
Teren fortu wchodzi w skład obszaru Natura 2000 (obszar specjalnej ochrony SOO „Fortyfikacje w Poznaniu”, symbol PLH300005).

## Lokalizacja i konstrukcja

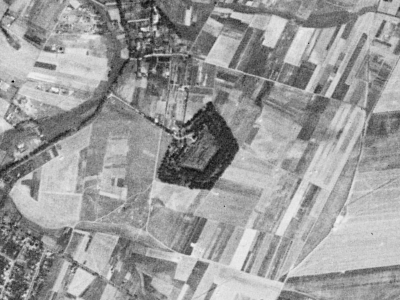
Zdjęcie satelitarne fortu (1965).

Fort zbudowany był w pobliżu dawnych zabudowań Chartowa (granica zachodnia), współcześnie leży w zorganizowanym parku w sąsiedztwie zabudowy osiedlowej os. Czecha (obok kościół parafii św. Marka Ewangelisty) i os. Rusa. Dojazd zapewniała droga fortowa zabezpieczona wałami ziemnymi (nie zachowana) i droga rokadowa (ul. Chartowo / al. ks. Radziejewskiego / ul.Inflancka).
Zbudowany na narysie trapezu (w osi symetrii wschód-zachód), z 5 trawersami w wale (3 na czole, po 1 na barkach), otoczony suchą fosą (szerokość 10 m, wysokość 6 m). Dodatkowy wał usypany wzdłuż szyi fortu. Posiada trzy kaponiery: 2 czołowe (w przeciwskarpie), 1 szyjową w skarpie. Komunikację z kaponierami zapewniały korytarze w przeciwskarpie.

### Przebudowy
W końcu XIX wieku przebudowany został otwór bramy fortu z łukowego na prostokątny. W latach 1913–1914 dokonano nielicznych modernizacji polegających na przemurowaniu niektórych wejść, wstawiając nowe drzwi. Na przeciwskarpie zbudowano też dwa małe betonowe schrony.
W latach 60. XX wieku pomieszczenia zostały poprzedzielane kilkoma ściankami działowymi, ceglane sklepienia pokryto farbą wapienną oraz tynkami.

## Przyroda
W końcu lat 90. XX wieku, podczas wstępnej inwentaryzacji przyrodniczej zabudowań fortecznych, odkryto na terenie fortu pierwsze w Polsce stanowisko porostu Peltigera monticola. Z uwagi na powyższe przyjęto polską nazwę dla tego gatunku – pawężnica forteczna. Drugie krajowe stanowisko znajduje się na sąsiednim forcie.